# Nicolas Hénard
Pour les articles homonymes, voir Hénard.
Nicolas Hénard, né le 16 septembre 1964 à Calais, est un skipper français. Il a participé à de nombreuses épreuves de voile sur différents supports et a obtenu ses meilleurs résultats en classe Tornado. Entre 2017 et mars 2021, il est Président de la Fédération Française de Voile.

## Biographie
Nicolas Hénard pratique la voile dès son enfance. Après avoir fait sport-étude à Boulogne-sur-Mer, il va à l'INSEP puis au Bataillon de Joinville. Il est sacré double champion olympique en catégorie Tornado en 1988 et 1992, vice-champion du monde en 1988 et champion d'Europe en 1992.
Il prend sa retraite sportive après les Jeux de Barcelone en 1992, puis diplômé d'HEC Paris, devient cadre dirigeant,.
En 1995, il accompagne Jean-François Deniau dans une transatlantique, entre les îles Canaries et la Martinique. Jean-Francois Deniau raconte cette traversée dans son livre "L'Atlantique est mon désert".
Il est élu président de la Fédération Française de Voile le 25 mars 2017 pour un mandat de 4 ans. Candidat à sa réélection le 27 mars 2021, il est toutefois battu par son adversaire, Jean-Luc Denéchau, qui recueille 56,68 % des suffrages exprimés.

## Palmarès

### Jeux olympiques en Tornado
- Médaille d'or aux Jeux olympiques d'été de 1988 à Séoul avec Jean-Yves Le Déroff
- Médaille d'or aux Jeux olympiques d'été de 1992 à Barcelone avec Yves Loday

### Championnats du monde de Tornado
- 2e aux championnats de 1988 à Tallinn avec Jean-Yves Le Déroff

### Championnats d'Europe de Tornado
- 1er aux championnats de 1992 à Cadix avec Yves Loday

## Distinctions individuelles
Nicolas Hénard est Chevalier de l'ordre de la Légion d'honneur et Officier de l'ordre National du Mérite[réf. nécessaire].